# 库克群岛人
库克群岛人（英語：Cook Islanders），又称库克群岛毛利人（Cook Islands Māori），是库克群岛的土著波利尼西亚人。库克群岛位于大洋洲的波利尼西亚地区，由15个岛屿和环礁组成。目前，大多数库克群岛人居住在新西兰，而非库克群岛。库克群岛人起源于6世纪的塔希提移民，他们与新西兰毛利人和塔希提毛希人有文化上的联系，但也发展出独特的文化，并创造了自己的语言——库克群岛毛利语。根据2003年《毛利语言法案》，库克群岛毛利语目前是库克群岛的两种官方语言之一。